# Nimbus 35 DC
Nimbus 35 DC är en motorbåt som tillverkades i ca 127 exemplar mellan 1987 och 1992.
Det är en planande motorbåt som av boken 400 motorbåtar i test (Curt Gelin Nautiska Förlaget) ansågs vara ett "fulländat koncept" och konstruktören Rolf Eliassons främsta motorbåtsmodell. Nimbus 35 DC har en vikt på 6000-6500 kg, en toppfart på cirka 31 knop, måtten 10,60 m * 3,55 m och ett djupgående på 0,80 m. Normalt tillverkades Nimbus 35 DC med doghouse-tak och en öppen del i aktern, men ett mindre antal rena DC-båtar med kapelltak över styrplatsen tillverkades i slutet på serien.